# Gerold Eberhard
Gerold Eberhard (geb. 20. März 1824 in Kloten; gest. 19. Mai 1880 in Zürich) war ein Schweizer Lehrer und Autor.

## Leben und Werk

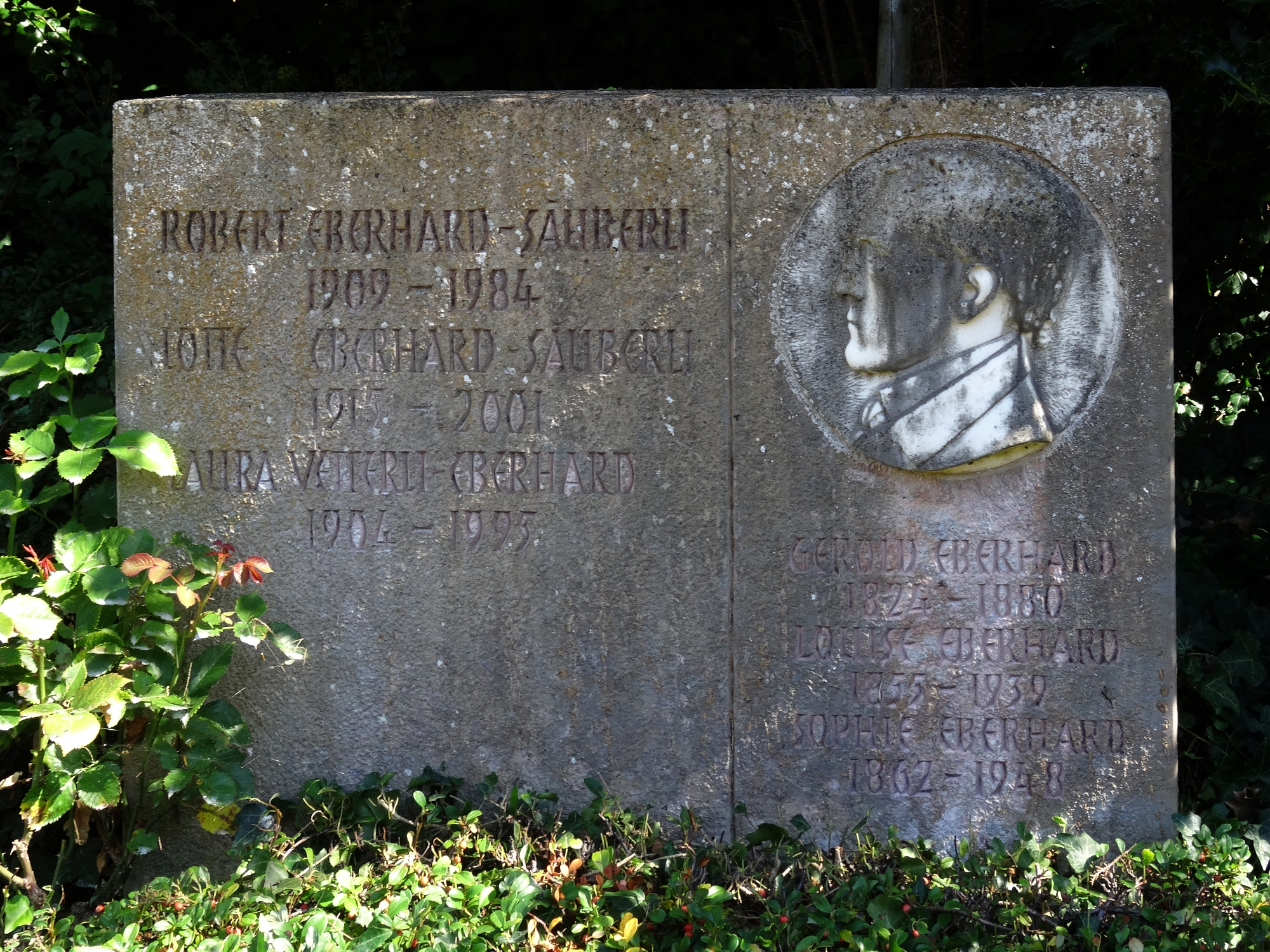
Gerold Eberhards Grab, Friedhof Enzenbühl in Zürich

Gerold Eberhard besuchte von 1839 bis 1841 das Lehrerseminar in Küsnacht. Anschliessend unterrichtete er von 1842 bis 1846 an der deutschen Knabenschule in Lausanne. Nachdem er das Sekundarlehrerpatent erworben hatte unterrichtete er als Deutschlehrer an der Mädchenrealschule und ab 1861 an der Mädchensekundarschule in Zürich.
Gerold Eberhard verfasste Lehrmittel für den Sprach- und Sachunterricht an der Volksschule, die auch ins Rätoromanische und ins Italienische übersetzt wurden. 1862 gründete er zusammen mit Johannes Kettiger (1802–1869) und Franz Dula die «Schweizerische Jugendbibliothek».
Gerold Eberhard heiratete 1853 Louise, geborene Laufer. Seine letzte Ruhestätte fand er auf dem Friedhof Enzenbühl in Zürich.